# Regió d'Olomouc
La Regió d'Olomouc (txec: Olomoucký kraj) és una subdivisió (kraj) de la República Txeca, que antigament formà part de la regió històrica de Moràvia, llevat una petita part de Silèsia. La capital és Olomouc. Altres poblacions de la Regió d'Olomouc són Jeseník, Přerov, Šumperk, Prostějov o Vrahovice.